# Phalanta alcippina
Phalanta alcippina är en fjärilsart som beskrevs av Hans Fruhstorfer 1904. Phalanta alcippina ingår i släktet Phalanta och familjen praktfjärilar. Inga underarter finns listade i Catalogue of Life.